# Максимов, Николай Антонович
Николай Антонович Максимов (укр. Микола Антонович Максимов; 1905, Киев, Киевский уезд, Киевская губерния, Российская империя — 22 сентября 1938, Киев, Украинская ССР, СССР) — советский украинский государственный и партийный деятель. Второй секретарь Киевского обкома КП(б) Украины (1937), первый секретарь Оргбюро ЦК КП(б) Украины по Житомирской области (1937—1938). Депутат Верховного Совета СССР I созыва.

## Биография
Родился в семье рабочего-железнодорожника. В 1916 году окончил двухклассную железнодорожную школу в городе Кишиневе. В сентябре 1918 — августе 1920 г. — ремонтный рабочий, ученик слесаря 22-го участка пути на станции Губник Юго-Западной железной дороги, в сентябре 1920 — августе 1925 г. — слесарь 14-го участка пути Юго-Западной железной дороги. В 1921 году вступил в комсомол.
Член РКП(б) с апреля 1925 года.
В сентябре 1925 — январе 1926 г. — инструктор участкового комитета профсоюза железнодорожников станции Киев Юго-Западной железной дороги. В феврале 1926 — августе 1927 г. — секретарь Январского районного комитета комсомола (ЛКСМУ) города Киева.
В сентябре 1927 — феврале 1928 г. — красноармеец 46-й стрелковой дивизии, 33-й артиллерийской дивизии РККА.
В марте — июне 1928 г. — секретарь Январского районного комитета комсомола (ЛКСМУ) города Киева.
В июле 1928 — феврале 1930 г. — секретарь партийного коллектива КП(б)У транспортной кооперации Юго-Западной железной дороги в Киеве. В марте 1930 — январе 1932 г. — инструктор по транспорту Киевского городского комитета КП(б)У.
В феврале — декабре 1932 г. — заместитель начальника Киевского областного управления шоссейных и грунтовых дорог и автомобильного транспорта.
В январе — декабре 1933 г. — заведующий организационным отделом Таращанского районного комитета КП(б)У Киевской области. В январе 1934 — январе 1935 г. — секретарь Трояновского районного комитета КП(б)У Киевской области.
В феврале 1935 — июле 1937 г. — 1-й секретарь Базарского районного комитета КП(б)У Киевской области.
В июле — августе 1937 г. — заведующий отделом партийных кадров Киевского городского комитета КП(б)У.
В августе — сентябре 1937 г. — 2-й секретарь Киевского областного и городского комитетов КП(б)У.
В сентябре 1937 — феврале 1938 г. — 1-й секретарь Организационного бюро ЦК КП(б)У по Житомирской области. С февраля 1938 г. — в распоряжении ЦК КП(б)У в Киеве.
Арестован 23 апреля 1938 года. Расстрелян 22 сентября 1938 года в Киеве.